# Eqi
Eqi [ɜˈqi] (nach alter Rechtschreibung Eĸe) ist eine wüst gefallene grönländische Siedlung im Distrikt Ilulissat in der Avannaata Kommunia.

## Lage
Eqi liegt direkt südlich des Kangiata Sullua (Ilulissat Isfjord) an der Ostküste der Diskobucht auf einer winzigen Landspitze. Auf der anderen Fjordseite neun Kilometer nördlich liegt Ilulissat und sechs Kilometer südlich liegt Ilimanaq.

## Geschichte
Eqi war schon sehr früh bewohnt, wovon Ruinen und Gräber zeugen. Der Ort war mit seiner Lage am Fjord gut zur Jagd geeignet. 1805 lebten 40 Menschen in Eqi. Zusammen mit dem nahegelegenen Avannarliit wurden 1850 131 Einwohner gezählt. Eqi ist der Herkunftsort der grönländischen Familie Banke.
Eqi war Teil des Missionsdistrikts Claushavn (Ilimanaq) und damit ein Teil des Kolonialdistrikts Christianshaab. 1911 wurde Eqi ein Teil der Gemeinde Claushavn. Eqi hatte 1915 33 Einwohner, die in fünf Wohnhäusern lebten. Unter ihnen waren dreizehn Jäger und ein Fischer. Einer der Jäger war als Katechet tätig. 1940 hatte Eqi 47 Einwohner, aber danach ging die Einwohnerzahl zurück und 1947 zogen die letzten 22 Bewohner weg.

## Söhne und Töchter
- Isak Banke (1863–1932), Landesrat